# UEFA EURO 2012予選・グループH
このページは、UEFA EURO 2012予選のグループHの結果をまとめたものである。このグループは、デンマーク、ポルトガル、ノルウェー、アイスランド、キプロスの5カ国からなる。
1位チームはそのままUEFA EURO 2012本大会出場が決まる。2位の9か国のうち成績が最も上位の国も予選を通過。残る2位の8か国が2か国ずつ4組に分かれホーム・アンド・アウェーでのプレーオフを行い、勝利した4か国が予選を通過した。

## 順位表
| チーム       | 試 | 勝 | 分 | 敗 | 得 | 失 | 差  | 点 |
| ------------ | -- | -- | -- | -- | -- | -- | --- | -- |
| デンマーク   | 8  | 6  | 1  | 1  | 15 | 6  | +9  | 19 |
| ポルトガル   | 8  | 5  | 1  | 2  | 21 | 12 | +9  | 16 |
| ノルウェー   | 8  | 5  | 1  | 2  | 10 | 7  | +3  | 16 |
| アイスランド | 8  | 1  | 1  | 6  | 6  | 14 | −8  | 4  |
| キプロス     | 8  | 0  | 2  | 6  | 7  | 20 | −13 | 2  |

| チーム  | チーム       | AWAY           | AWAY           | AWAY           | AWAY             | AWAY         |
| チーム  | チーム       | デンマークの旗 | ポルトガルの旗 | ノルウェーの旗 | アイスランドの旗 | キプロスの旗 |
| ------- | ------------ | -------------- | -------------- | -------------- | ---------------- | ------------ |
| H O M E | デンマーク   | X              | 2-1            | 2-0            | 1-0              | 2-0          |
| H O M E | ポルトガル   | 3-1            | X              | 1-0            | 5-3              | 4-4          |
| H O M E | ノルウェー   | 1-1            | 1-0            | X              | 1-0              | 3-1          |
| H O M E | アイスランド | 0-2            | 1-3            | 1-2            | X                | 1-0          |
| H O M E | キプロス     | 1-4            | 0-4            | 1-2            | 0-0              | X            |

全日程を終了し、ポルトガルとノルウェーが勝敗数、当該チーム同士2試合の合計得点で並んだ。しかしその他の試合も含めたスコアを比較した所、得失点差でポルトガルが上回ったためプレーオフに進出した。
| Team       | 試 合 | 勝 利 | 引 分 | 敗 戦 | 得 点 | 失 点 | 点 差 | AG | 勝 点 |
| ---------- | ----- | ----- | ----- | ----- | ----- | ----- | ----- | -- | ----- |
| ポルトガル | 2     | 1     | 0     | 1     | 1     | 1     | 0     | 0  | 3     |
| ノルウェー | 2     | 1     | 0     | 1     | 1     | 1     | 0     | 0  | 3     |

## 競技日程と結果
競技日程は、2010年3月8日にデンマーク・コペンハーゲンで行われたミーティングによって一旦決まった。 この決定に異議があったため、3月25日にイスラエルのテルアビブで行われた第34回UEFA通常総会で、再度無作為抽選によって決定した
| 2010年9月3日 19:00 (UTC+0) |

| アイスランド    | 1 - 2    | ノルウェー                          |
| ヘルグソン 38分 | レポート | ハンゲラン 59分 · アブデラウエ 75分 |

| ラウガルタルスヴェルル (レイキャヴィーク) 観客数: 6,137人 主審: ルカ・バンティ |

| 2010年9月3日 20:45 (UTC+1) |

| ポルトガル                                                           | 4 - 4    | キプロス                                                                       |
| アルメイダ 8分 · メイレレス 29分 · ダニー 50分 · フェルナンデス 60分 | レポート | アロネフティス 3分 · コンスタンティノー 11分 · オッカス 57分 · アヴラーム 89分 |

| エスタディオ D. アフォンソ・エンリケス (ギマランイス) 観客数: 9,100人 主審: マーク・クラッテンバーグ |

| 2010年9月7日 20:15 UTC+2 |

| デンマーク            | 1 - 0    | アイスランド |
| カーレンベルグ 90+1分 | レポート |              |

| パルケン・スタディオン (コペンハーゲン) 観客数: 18,908人 主審: ダグラス・マクドナルド |

| 2010年9月7日 20:30 (UTC+2) |

| ノルウェー        | 1 - 0    | ポルトガル |
| フセクレップ 21分 | レポート |            |

| ウレヴォール・スタディオン (オスロ) 観客数: 24,535人 主審: ローラン・デュアメル |

| 2010年10月8日 21:00 (UTC+3) |

| キプロス      | 1 - 2    | ノルウェー                   |
| オッカス 58分 | レポート | J.リーセ 2分 · カリュー 42分 |

| スタディオ・アントニス・パパドゥロス (ラルナカ) 観客数: 7,648人 主審: セルジュ・ギュミニー |

| 2010年10月8日 20:45 (UTC+1) |

| ポルトガル                      | 3 - 1    | デンマーク                 |
| ナニ 29分, 31分 · ロナウド 85分 | レポート | カルヴァーリョ 80分 (o.g.) |

| エスタディオ・ド・ドラゴン (ポルト) 観客数: 27,117人 主審: エリック・ブラームハール |

| 2010年10月12日 20:15 (UTC+2) |

| デンマーク                          | 2 - 0    | キプロス |
| ラスムセン 47分 · ロレンツェン 81分 | レポート |          |

| パルケン・スタディオン (コペンハーゲン) 観客数: 15,544人 主審: セサル・ムニィス・フェルナンデス |

| 2010年10月12日 19:45 (UTC+0) |

| アイスランド    | 1 - 3    | ポルトガル                                       |
| ヘルグソン 17分 | レポート | ロナウド 3分 · メイレレス 27分 · ポスティガ 72分 |

| ラウガルタルスヴェルル (レイキャヴィーク) 観客数: 9,767人 主審: トーマス・アインヴァラー |

| 2011年3月26日 20:00 (UTC+2) |

| キプロス | 0 - 0    | アイスランド |
|          | レポート |              |

| GSPスタジアム (ニコシア) 観客数: 2,088人 主審: ダルコ・チェフェリン |

| 2011年3月26日 20:00 (UTC+1) |

| ノルウェー        | 1 - 1    | デンマーク        |
| フセクレップ 81分 | レポート | ロンメダール 27分 |

| ウレヴォール・スタディオン (オスロ) 観客数: 24,828人 主審: ジャンルカ・ロッキ |

| 2011年6月4日 18:45 (UTC+0) |

| アイスランド | 0 - 2    | デンマーク                      |
|              | レポート | シェーネ 60分 · エリクセン 75分 |

| ラウガルタルスヴェルル (レイキャヴィーク) 観客数: 7,629人 主審: フィラト・アイディヌス |

| 2011年6月4日 21:00 (UTC+1) |

| ポルトガル      | 1 - 0    | ノルウェー |
| ポスティガ 53分 | レポート |            |

| エスタディオ・ダ・ルス (リスボン) 観客数: 47,829人 主審: ジュネット・チャクル |

| 2011年9月2日 20:00 (UTC+2) |

| ノルウェー               | 1 - 0    | アイスランド |
| アブデラウエ 88分 (pen.) | レポート |              |

| ウレヴォール・スタディオン (オスロ) 観客数: 22,381人 主審: オヴィディウ・アリン・ハテガン |

| 2011年9月2日 21:45 (UTC+3) |

| キプロス | 0 - 4    | ポルトガル                                                   |
|          | レポート | ロナウド 35分 (pen.), 83分 · アルメイダ 84分 · ダニー 90+2分 |

| GSPスタジアム (ニコシア) 観客数: 15,444人 主審: ジャンルカ・ロッキ |

| 2011年9月6日 20:15 (UTC+2) |

| デンマーク            | 2 - 0    | ノルウェー |
| ベントナー 24分, 44分 | レポート |            |

| パルケン・スタディオン (コペンハーゲン) 観客数: 37,167人 主審: ステファヌ・ラノワ |

| 2011年9月6日 18:45 (UTC+0) |

| アイスランド       | 1 - 0    | キプロス |
| シグソールソン 5分 | レポート |          |

| ラウガルタルスヴェルル (レイキャヴィーク) 観客数: 5,267人 主審: ボシュコ・ヨヴァネティッチ |

| 2011年10月7日 21:30 (UTC+3) |

| キプロス          | 1 - 4    | デンマーク                                                     |
| アヴラーム 45+1分 | レポート | ヤコブセン 7分 · ロンメダール 11分, 22分 · クローン＝デリ 20分 |

| GSPスタジアム (ニコシア) 観客数: 2,408人 主審: マリヨ・ストラホニャ |

| 2011年10月7日 21:00 (UTC+1) |

| ポルトガル                                                              | 5 - 3    | アイスランド                                       |
| ナニ 13分, 21分 · ポスティガ 45分 · モウティーニョ 81分 · エリゼウ 87分 | レポート | ヨナソン 48分, 68分 · G.シグルズソン 90+3分 (pen.) |

| エスタディオ・ド・ドラゴン (ポルト) 観客数: 35,715人 主審: バス・ネイハイス |

| 2011年10月11日 20:15 (UTC+2) |

| ノルウェー                                    | 3 - 1    | キプロス      |
| ペデルセン 25分 · カリュー 34分 · ヘグリ 65分 | レポート | オッカス 42分 |

| ウレヴォール・スタディオン (オスロ) 観客数: 13,490人 主審: ウィリアム・コラム |

| 2011年10月11日 20:15 (UTC+2) |

| デンマーク                            | 2 - 1    | ポルトガル      |
| クローン＝デリ 13分 · ベントナー 63分 | レポート | ロナウド 90+2分 |

| パルケン・スタディオン (コペンハーゲン) 観客数: 37,012人 主審: ニコラ・リッツォーリ |